# Skoki narciarskie na Zimowych Igrzyskach Azjatyckich 2011
Skoki narciarskie na Zimowych Igrzyskach Azjatyckich 2011 – zawody w skokach narciarskich, przeprowadzone między 31 stycznia a 2 lutego 2011 w ramach Zimowych Igrzyskach Azjatyckich 2011 w Ałmaty.
Rozegrano trzy konkurencje – dwa konkursy indywidualne (na skoczniach HS 140 i HS 105) oraz jeden drużynowy na skoczni HS 140. Oba obiekty, na których przeprowadzono konkursy mistrzostw świata znajdują się w kompleksie Gornyj Gigant. Po raz trzeci skoki narciarskie weszły w skład zimowych igrzysk azjatyckich i jednocześnie po raz drugi skoczkowie narciarscy walczyli o medale tego typu imprezy.
W konkursie indywidualnym na skoczni dużej zwyciężył Japończyk Kazuya Yoshioka, a na skoczni normalnej zwycięstwo odniósł Kazach Jewgienij Lowkin. Złoto w konkursie drużynowym wywalczyła reprezentacja Japonii, która wystąpiła w składzie: Kazuyoshi Funaki, Yūhei Sasaki, Yūta Watase i Kazuya Yoshioka.
W zawodach wzięło udział dziewiętnastu zawodników z czterech państw – Japonii, Kazachstanu, Korei Południowej i Chińskiej Republiki Ludowej.

## Przed zawodami

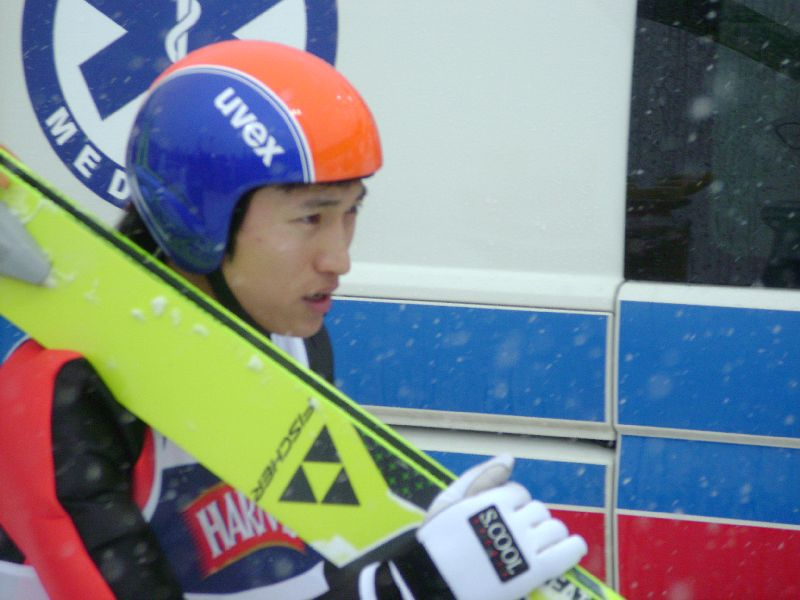
Reprezentant Korei Południowej, Choi Heung-chul.

Po raz pierwszy konkursy skoków narciarskich na zimowych igrzyskach azjatyckich rozegrano w 1996 roku w chińskim Harbinie. Pełniły one wówczas funkcję sportu pokazowego i nie były zaliczane do klasyfikacji medalowej igrzysk. W konkursie indywidualnym zwyciężył Dmitrij Czwykow, reprezentujący wówczas Kazachstan. W konkursie drużynowym zwycięstwo odniosła reprezentacja Kazachstanu, która wyprzedziła Japonię i Chiny. W 2003 roku złoty medal na skoczni normalnej zdobył Japończyk Kazuyoshi Funaki, który wyprzedził swojego rodaka Akirę Higashiego i reprezentującego Koreę Południową Choi Heung-chula. Tytuł drużynowy na tej samej skoczni zdobyła reprezentacja Korei Południowej, która wyprzedziła Japonię i Kazachstan.
Przed zimowymi igrzyskami azjatyckimi na terenie Kazachstanu powstał szereg nowych obiektów sportowych, w tym między innymi kompleks pięciu skoczni narciarskich Gornyj Gigant. Skocznie te zostały oficjalnie otwarte przez przedstawicieli Międzynarodowej Federacji Narciarskiej w dniu 25 września 2010. Tego dnia w Ałmaty rozegrano pierwsze oficjalne zawody, którymi był konkurs Letniego Pucharu Kontynentalnego. Zarówno w pierwszym, jak i w drugim konkursie zwycięstwo odniósł Kamil Stoch. Spośród skoczków startujących w Zimowych Igrzyskach Azjatyckich 2011 najwyższe miejsca w konkursach zajmowali: Radik Żaparow (12. na skoczni dużej i 6. na skoczni normalnej) i Choi Heung-chul (10. na skoczni dużej i 14. na skoczni normalnej).
We wspomnianych konkursach udział wzięli również: Konstantin Sokolenko (13. na skoczni dużej, 28. na skoczni normalnej), Choi Yong-jik (29. na skoczni dużej, 18. na skoczni normalnej), Yūhei Sasaki (33. na skoczni dużej, 19. na skoczni normalnej), Nikołaj Karpienko (21. na skoczni dużej, 23. na skoczni normalnej), Kang Chil-ku (25. na skoczni dużej, 39. na skoczni normalnej), Kim Hyun-ki (30. na skoczni dużej, 36. na skoczni normalnej), Jewgienij Lowkin (31. na skoczni dużej, 32. na skoczni normalnej), Aleksiej Korolow (36. na skoczni dużej, 31. na skoczni normalnej) oraz Asan Tachtachunow (37. na skoczni dużej, 39. na skoczni normalnej).
Konkursy zimowych igrzysk azjatyckich rozgrywane były w trakcie sezonu Pucharu Świata. Spośród skoczków azjatyckich, którzy startowali w Ałmaty, najwyżej sklasyfikowanym zawodnikiem w PŚ w chwili rozpoczęcia konkursów ZIA 2011 był Kazuyoshi Funaki, który zajmował 57. miejsce. Poza nim punkty PŚ zdobywali także: Kazuya Yoshioka (66. miejsce w klasyfikacji) i Choi Heung-chul (69. miejsce).
Głównymi sponsorami konkursów w skokach narciarskich w ramach Zimowych Igrzysk Olimpijskich 2011 były firmy: Longines, Samuryk oraz Carlsberg.

## Program zawodów
W programie Zimowych Igrzysk Azjatyckich 2011 znalazły się trzy konkurencje skoków narciarskich – dwie indywidualne i jedna drużynowa. W poniższej tabeli przedstawiono wszystkie serie treningowe, próbne i konkursowe, które zostały przeprowadzone podczas igrzysk w 2011 roku.
| Data             | Godzina | Wydarzenie                                                                     |
| ---------------- | ------- | ------------------------------------------------------------------------------ |
| 30 stycznia 2011 | 10:00   | dwie oficjalne serie treningowe przed konkursem indywidualnym na skoczni dużej |
| 31 stycznia 2011 | 10:05   | seria próbna przed konkursem indywidualnym na skoczni dużej                    |
| 31 stycznia 2011 | 11:00   | pierwsza seria konkursu indywidualnego na skoczni dużej                        |
| 31 stycznia 2011 | 11:45   | seria finałowa konkursu indywidualnego na skoczni dużej                        |
| 1 lutego 2011    | 9:00    | oficjalna seria treningowa przed konkursem drużynowym na skoczni dużej         |
| 2 lutego 2011    | 10:05   | pierwsza seria konkursu drużynowego na skoczni dużej                           |
| 2 lutego 2011    | 11:05   | seria finałowa konkursu drużynowego na skoczni dużej                           |
| 4 lutego 2011    | 9:00    | oficjalna seria treningowa przed konkursem indywidualnym na skoczni normalnej  |
| 4 lutego 2011    | 9:20    | seria próbna przed konkursem indywidualnym na skoczni normalnej                |
| 4 lutego 2011    | 10:15   | pierwsza seria konkursu indywidualnego na skoczni normalnej                    |
| 4 lutego 2011    | 11:05   | seria finałowa konkursu indywidualnego na skoczni normalnej                    |

## Skocznie
Dwa spośród trzech konkursów (jeden konkurs indywidualny i jeden drużynowy) skoków narciarskich podczas Zimowych Igrzysk Azjatyckich 2011 odbyły się na skoczni dużej (HS 140) w Ałmaty, a jeden na skoczni normalnej (HS 105). Oba obiekty umieszczone są w kompleksie skoczni narciarskich Gornyj Gigant, w którym poza skocznią dużą i normalną znajdują się jeszcze trzy inne skocznie narciarskie (K-60, K-40 i K-20) wybudowane w celach treningowych dla młodych zawodników. Skocznie duża i normalna zostały zbudowane z myślą o organizacji Zimowych Igrzysk Olimpijskich 2014, jednak Kazachstan nie został wybrany na organizatora igrzysk olimpijskich i imprezą wiodącą stały się Zimowe Igrzyska Azjatyckie 2011. Budowę skoczni rozpoczęto w 2007, a zakończono w 2010 roku. Powierzchnia potrzebna do zbudowania skoczni i związanych z nią obiektów wyniosła 15,1377 hektarów. Wokół skoczni powstało 5 500 miejsc siedzących i 4 000 miejsc stojących dla kibiców.
Kompleks został oficjalnie otwarty 25 września 2010 przez przedstawicieli władzy lokalnej oraz Międzynarodowej Federacji Narciarskiej. Pierwszy skok na nowo otwartej dużej skoczni oddał prezes Kazachskiego Związku Narciarskiego, Andriej Wierwiejkin. Tuż po otwarciu skoczni rozpoczął się pierwszy w historii oficjalny konkurs w Ałmaty – zawody Letniego Pucharu Kontynentalnego.
Z racji tego, że konkursy igrzysk azjatyckich były pierwszymi oficjalnymi zawodami rozgrywanymi zimą na obiektach w Ałmaty, w tabeli uwzględniono rekordy skoczni osiągnięte podczas zawodów letnich.
|       | Nazwa skoczni | Miejscowość | Punkt K | HS      | Rekord skoczni | Rekord skoczni | Rekord skoczni |
| ----- | ------------- | ----------- | ------- | ------- | -------------- | -------------- | -------------- |
|       | Gornyj Gigant | Ałmaty      | K-95    | HS 105  | 106,0 m        | Kamil Stoch    | 26.09.2010     |
| K-125 | Gornyj Gigant | Ałmaty      | HS 140  | 140,5 m | Kamil Stoch    | 24.09.2010     |                |

## Jury
Dyrektorem konkursów w skokach narciarskich na Zimowych Igrzyskach Azjatyckich 2011 był były kazachski skoczek narciarski Andriej Wierwiejkin. Sędzią technicznym był Japończyk Yutaka Minemura, a jego asystentem – Rosjanin Nikołaj Pietrow.
Skład sędziowski poszczególnych konkursów przedstawia poniższa tabela:
| Sędzia             | Kraj             | Stanowisko na wieży sędziowskiej konk. ind. HS 140 | Stanowisko na wieży sędziowskiej konk. druż. HS 140 | Stanowisko na wieży sędziowskiej konk. ind. HS 105 |
| ------------------ | ---------------- | -------------------------------------------------- | --------------------------------------------------- | -------------------------------------------------- |
| Mun Jong-seon      | Korea Południowa | E                                                  | C                                                   | A                                                  |
| Ryo Nishikawa      | Japonia          | D                                                  | A                                                   | C                                                  |
| Tiiu Ounila        | Finlandia        | A                                                  | B                                                   | E                                                  |
| Pawieł Wasiljew    | Kazachstan       | C                                                  | E                                                   | D                                                  |
| Jewgienij Waszurin | Rosja            | B                                                  | D                                                   | B                                                  |

## Przebieg zawodów

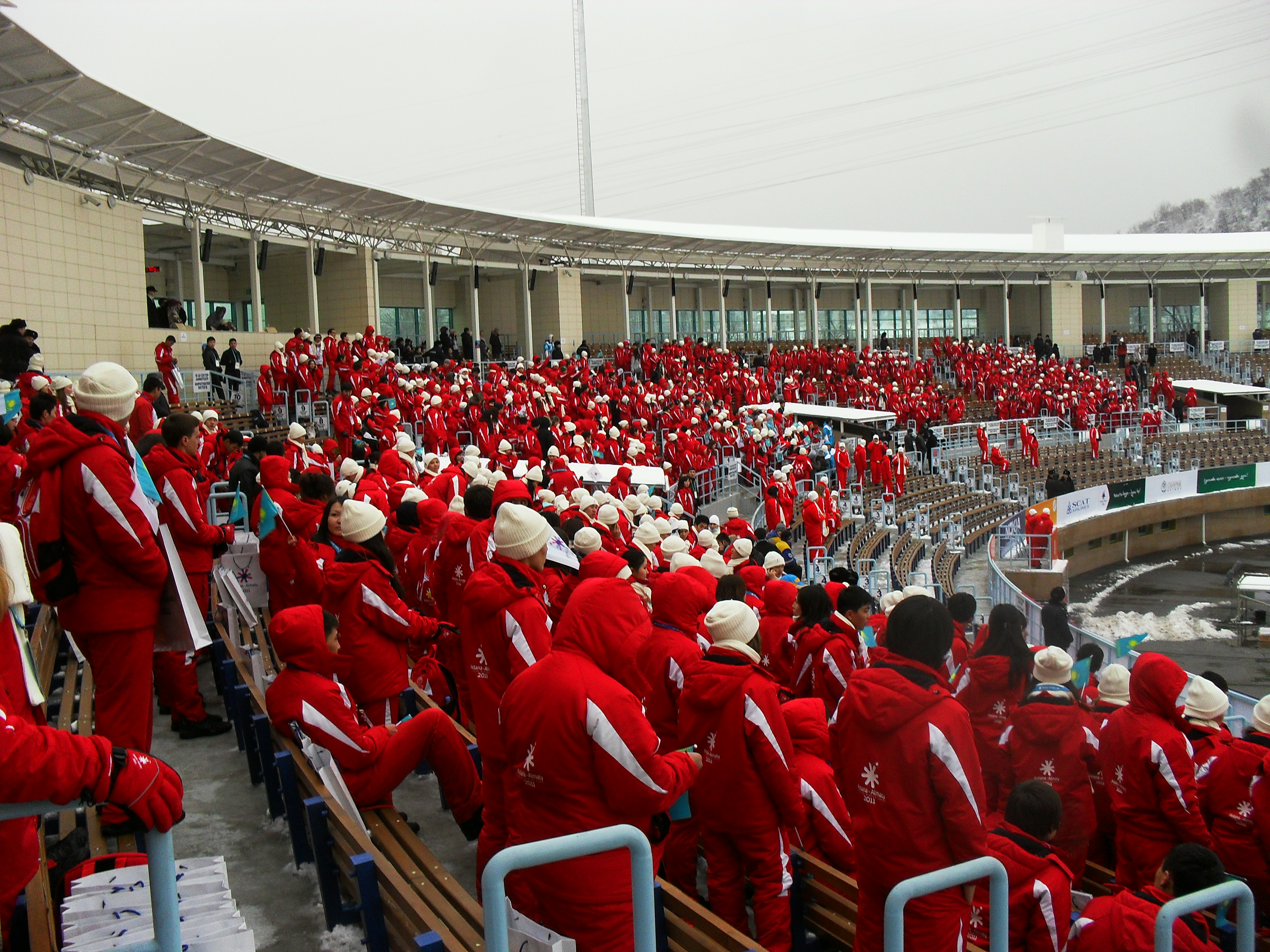
Trybuny wokół skoczni w trakcie zawodów Zimowych Igrzysk Azjatyckich 2011.

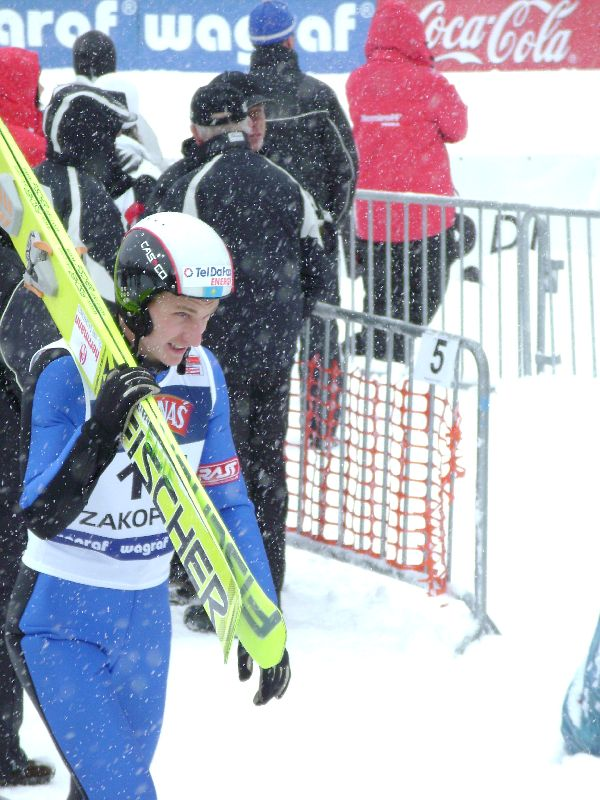
Nikołaj Karpienko, brązowy medalista zimowych igrzysk azjatyckich na skoczni dużej.

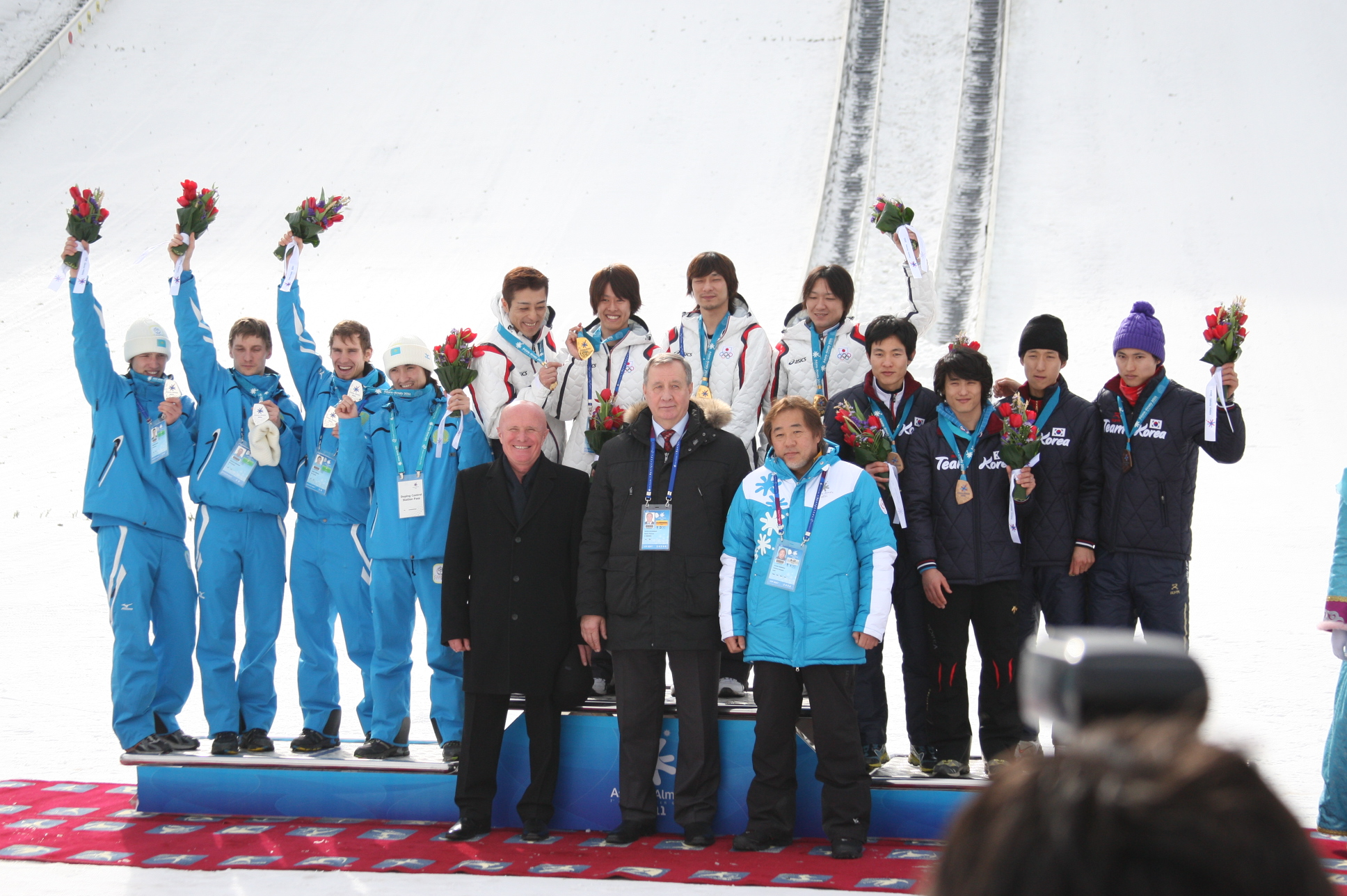
Podium drużynowego konkursu skoków na Zimowych Igrzyskach Azjatyckich 2011.

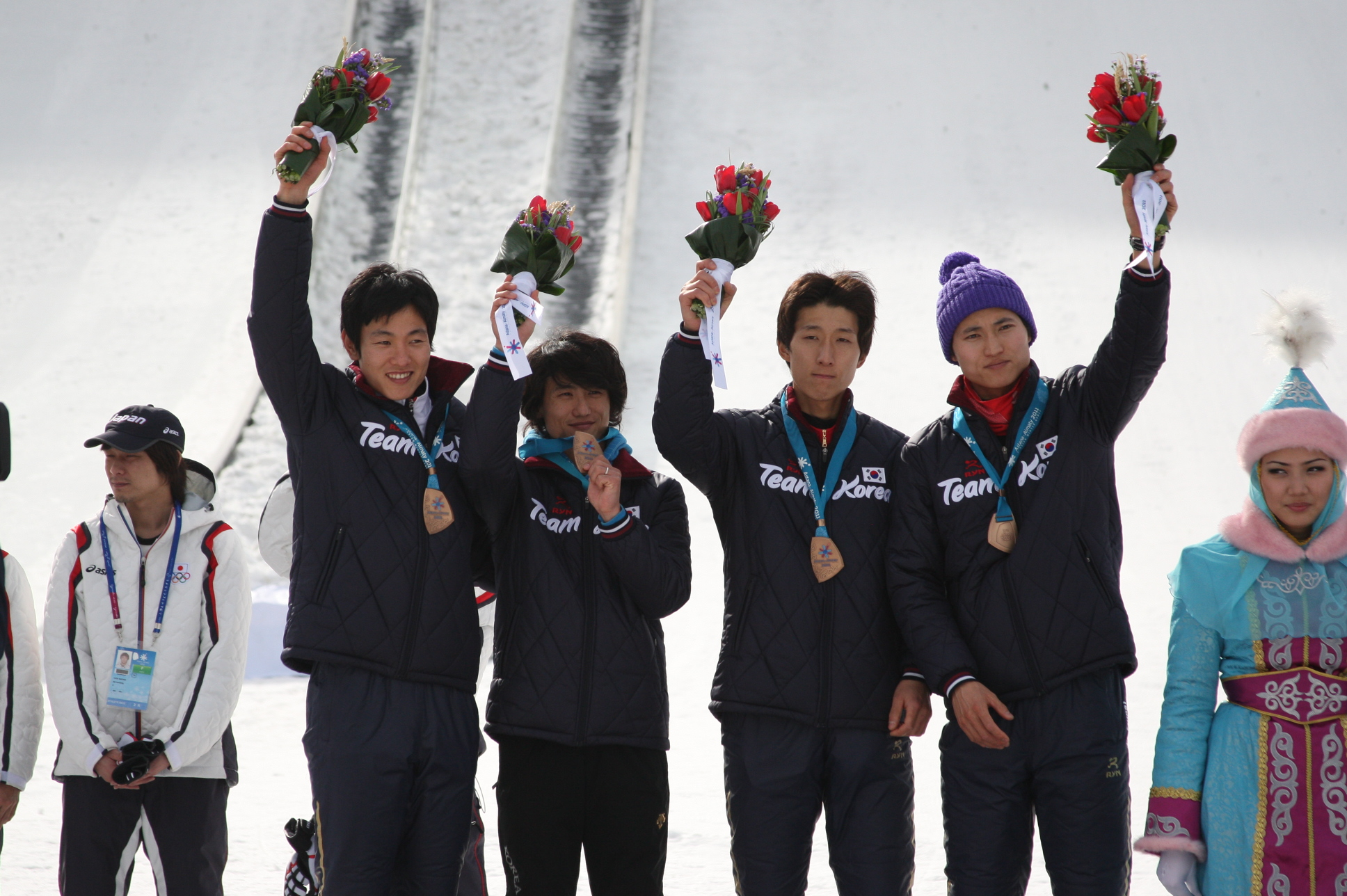
Drużyna Korei na podium zawodów drużynowych.

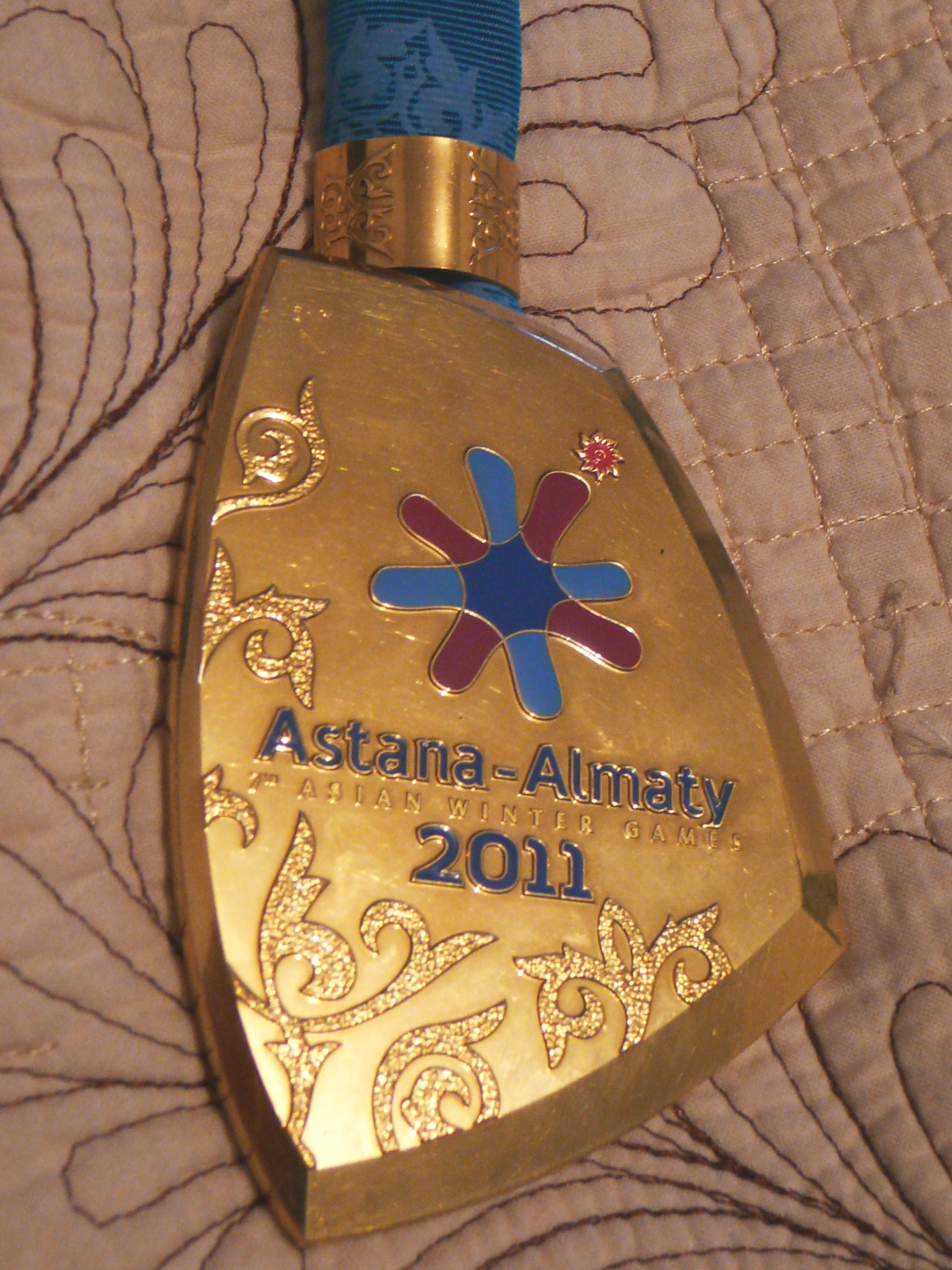
Złoty medal Zimowych Igrzysk Azjatyckich 2011.

Pierwszymi z zawodów rozegranych w ramach Zimowych Igrzysk Azjatyckich 2011 był konkurs indywidualny na obiekcie dużym, w którym wzięło udział dwunastu zawodników z czterech krajów. Pierwsza konkursowa seria rozpoczęła się z 23. platformy startowej. Konkurs otworzył reprezentant gospodarzy, Aleksiej Korolow, który uzyskał 118,5 metra. Z drugim numerem startowym zaprezentował się inny reprezentant Kazachstanu, Konstantin Sokolenko, który lądował trzy metry bliżej i plasował się na drugim miejscu. Jako trzeci na belce startowej pojawił się Jewgienij Lowkin, który skoczył 118 metrów. Kolejny ze skoczków, Asan Tachtachunow lądował na 108 metrze i po swoim skoku zajmował ostatnie miejsce w klasyfikacji. Pierwszym ze skoczków spoza Kazachstanu był zawodnik koreański, Choi Heung-chul, który po skoku na 117,5 metra plasował się na trzeciej pozycji. Zmiana na czele rywalizacji nastąpiła po skoku kolejnego ze skoczków, Nikołaja Karpienki, który dzięki skokowi na 119 metrów objął prowadzenie o 0,4 punktu nad drugim Korolowem. Pięć metrów dalej skoczył następny w kolejności – Kazuya Yoshioka i tym samym objął prowadzenie. Rezultat Japończyka (124 m) był pierwszym i jedynym skokiem powyżej punktu konstrukcyjnego, odnotowanym w pierwszej serii konkursowej. Bezpośrednio po Yoshioce startowali dwaj reprezentanci Chin – Sun Jianping i Yang Guang, jednak obaj uzyskali odległości poniżej 100 metrów i zajmowali dwa ostatnie miejsca. Dziesiąty zawodnik konkursu, Kim Hyun-ki osiągnął drugi co do długości skok tej serii konkursowej, uzyskując 119,5 metra. Dało to Koreańczykowi drugie miejsce o 8,1 punktu za prowadzącym Yoshioką. Taką samą odległość co Kim uzyskał drugi ze startujących skoczków japońskich – Kazuyoshi Funaki, jednak Japończyk otrzymał noty sędziowskie o 1,5 punktu wyższe od Koreańczyka i w efekcie plasował się tuż za pierwszym Yoshioką. Serię kończył ostatni z Kazachów - Radik Żaparow, który uzyskując 114,5 metra plasował się na dziewiątym miejscu na półmetku zawodów. Po pierwszej serii konkursowej prowadził zatem Kazuya Yoshioka, a kolejne miejsca zajmowali Kazuyoshi Funaki i Kim Hyun-ki. Przeprowadzenie pierwszej serii zajęło organizatorom 11 minut.
Po półgodzinnej przerwie rozpoczęto serię finałową, do której dopuszczeni zostali wszyscy zawodnicy. Jury podwyższyło platformę startową do pozycji 24. Pierwszymi dwoma skoczkami byli reprezentanci Chin – Sun Jianping i Yang Guang, jednak ponownie nie osiągnęli 100 metrów i, mimo oddania dwóch skoków, żaden z nich nie objął prowadzenia. Trzecim w kolejności był Asan Tachtachunow. Kazach uzyskał 108 metrów i został liderem konkursu. Po Tachtachunowie skoki oddali dwaj inni skoczkowie z Kazachstanu – Radik Żaparow i Konstantin Sokolenko. Żaparow lądował metr za punktem konstrukcyjnym, a Sokolenko dwa metry przed nim. Za sprawą tego na prowadzeniu był Żaparow. Siódmy zawodnik po pierwszej serii, Choi Heung-chul osiągnął 118 metrów, co pozwoliło mu wyprzedzić pierwszego w klasyfikacji Kazacha. Wszyscy pozostali zawodnicy uzyskali odległości powyżej 120 metra. Jewgienij Lowkin lądował na 121 metrze, Aleksiej Korolow uzyskał 122 metry, Nikołaj Karpienko – 126 metrów, Kim Hyun-ki – 123,5 metra, Kazuyoshi Funaki – 125 metrów, a Kazuya Yoshioka – 130,5 metra. W efekcie w drugiej rundzie skoków, w porównaniu z pierwszą serią konkursową, nastąpiły dwie zmiany miejsc zajmowanych przez poszczególnych zawodników. Dziewiąty po pierwszej serii Żaparow wyprzedził ósmego Sokolenkę, a czwarty zawodnik pierwszej serii – Karpienko w końcowej klasyfikacji okazał się lepszy od trzeciego na półmetku Kima. Zatem, podobnie jak w 2003 roku, złoty i srebrny medal zdobyli skoczkowie japońscy (Yoshioka i Funaki), natomiast brąz tym razem zdobył zawodnik kazachski (Karpienko).
2 lutego przeprowadzony został konkurs drużynowy, do którego zostały zgłoszone cztery 4-osobowe ekipy – Korei Południowej, Chińskiej Republiki Ludowej, Japonii i Kazachstanu. Pierwsza seria konkursowa rozpoczęła się o godzinie 10:05 czasu lokalnego z 26. platformy startowej. Konkurs otwarł Choi Heung-chul skokiem na 119,5 metra. Była to najlepsza odległość tej rundy i jednocześnie całej pierwszej serii. W pierwszej kolejce poza Choiem wystartowali także Li Yang (97,5 m), Kazuyoshi Funaki (114 m) oraz Aleksiej Korolow (105,5 m). W efekcie na prowadzeniu byli Koreańczycy przed Japończykami, Kazachami i Chińczykami. W drugiej grupie najlepiej zaprezentował się Yūhei Sasaki, który uzyskał 115 metrów. Pół metra bliżej lądował Radik Żaparow, Kang Chil-ku skoczył 101,5 metra, a Yang Guang – 90,5 metra. Odległości uzyskane przez Japończyka i Kazacha spowodowały, że prowadzenie objęła Japonia przed Kazachstanem i Koreą Południową. W trzeciej grupie dwóm zawodnikom udało się osiągnąć tę samą odległość co Choi Heung-chul (119,5 m). Dokonali tego Jewgienij Lowkin i Yūta Watase. Trzy metry bliżej lądował Choi Yong-jik, a Xing Chenhui uzyskał 70 metrów. Po trzech grupach skoczków klasyfikacja drużyn pozostała zatem niezmieniona. Przed ostatnią grupą zawodników jury obniżyło belkę startową do pozycji nr 25. W tej grupie zawodników ponownie najlepszym wynikiem była odległość 119,5 metra, a uzyskał ją Kazuya Yoshioka. Dwa i pół metra bliżej skoczył Nikołaj Karpienko, Kim Hyun-ki uzyskał 110,5, a Tian Zhandong 96 metrów. Po pierwszej serii na prowadzeniu byli zatem Japończycy, na drugim miejscu plasowali się Kazachowie ze stratą 18,7 punktu do liderów, a kolejne miejsca przypadły Koreańczykom i Chińczykom.
Druga seria konkursu drużynowego rozpoczęła się o godzinie 11:05 czasu lokalnego z 27. platformy startowej. Jako pierwszy wystartował Choi Heung-chul i uzyskał 124,5 metra. Lepszy rezultat w tej grupie zawodników zanotował Kazuyoshi Funaki (125,5 m). W drugiej kolejce skoków najdalej skoczył zawodnik kazachski – Radik Żaparow (122,5 m), a metr bliżej lądował Yūhei Sasaki. W przedostatniej turze najdłuższe skoki oddali Jewgienij Lowkin i Yūta Watase. Obaj uzyskali po 123 metry, jednak, za sprawą not sędziowskich, więcej punktów zdobył Lowkin. Przed skokami ostatnich czterech zawodników jury podwyższyło belkę startową na pozycję nr 28. W tej grupie skoczkowie startowali w kolejności odwrotnej do zajmowanych miejsc. W związku z tym jako pierwszy wystartował Chińczyk Tian Zhandong, który uzyskał 100 metrów. Następnie na belce startowej zasiadł reprezentant Korei – Kim Hyun-ki, który skoczył 125,5 metra. Dwa i pół metra bliżej lądował Nikołaj Karpienko, a ostatni zawodnik konkursu – Kazuya Yoshioka skoczył 129 metrów. Odległość osiągnięta przez Yoshiokę była jednocześnie najlepszym rezultatem odnotowanym podczas całego konkursu. Tytuł mistrzowski zdobyła drużyna Japonii, wicemistrzami zostali zawodnicy z Kazachstanu, a brązowe medale przyznano Koreańczykom.
Ostatnim konkursem skoków rozegranym w ramach Zimowych Igrzysk Azjatyckich 2011 były zawody indywidualne na obiekcie normalnym. Do konkursu przystąpiło dwunastu zawodników. Jako pierwszy wystartował Asan Tachtachunow, skacząc 93,5 metra. Dwa metry bliżej lądował drugi w kolejności Konstantin Sokolenko, w efekcie czego plasował się na drugiej pozycji. Zmiana na pierwszym miejscu nastąpiła po skoku kolejnego ze skoczków, Aleksieja Korolowa na 97 metrów. Kolejny z zawodników, Jewgienij Lowkin uzyskał 102 metry, co pozwoliło mu na objęcie prowadzenia z przewagą ponad dwudziestu punktów. Pozwoliło mu to utrzymać prowadzenie do końca serii. Do jego wyniku zbliżyli się: Kazuya Yoshioka (taka sama odległość, ale niższe noty sędziowskie), Radik Żaparow (101 m) oraz Nikołaj Karpienko (98,5 m).
Serię finałową rozpoczęli dwaj skoczkowie chińscy – Li Yang oraz Tian Zhandong, jednak, podobnie jak w pierwszej serii, uzyskali słabe wyniki w porównaniu do innych zawodników i zostali sklasyfikowani na dwóch ostatnich pozycjach. Następny z zawodników, Konstantin Sokolenko uzyskał 91,5 metra i zajmował pierwsze miejsce. Nie wyprzedził go dziewiąty po pierwszej serii – Asan Tachtachunow, który wylądował dwa metry bliżej. Swoją pozycję zachował natomiast Aleksiej Korolow, który skoczył 95,5 metra i wyprzedził Sokolenkę o 21,5 punktu. Następnie zaprezentowali się dwaj Koreańczycy – Choi Yong-jik oraz Choi Heung-chul, którzy po pierwszej rundzie zajmowali ex aequo szóstą pozycję. Choi Yong-jik uzyskał 97,5 metrów, a Choi Heung-chul lądował metr bliżej. Identyczną odległość co Choi Yong-jik uzyskał Kazuyoshi Funaki, jednak, za sprawą niższych ocen za styl, nie zdołał wyprzedzić Koreańczyka. Pozostali czterej zawodnicy (Nikołaj Karpienko, Radik Żaparow, Kazuya Yoshioka i Jewgienij Lowkin) uzyskiwali odległości wystarczające do obejmowania prowadzenia po ich próbach. W związku z tym złotym medalistą igrzysk azjatyckich na obiekcie normalnym został Jewgienij Lowkin, srebro zdobył Kazuya Yoshioka, a brąz – Radik Żaparow.

## Medaliści

### Konkurs indywidualny na skoczni HS 140 (31.01.2011)
| Medal  | Imię i nazwisko   | Skok 1            | Skok 2            | Noty za styl A • B • C • D • E                                    | Nota łączna | Strata   |
| ------ | ----------------- | ----------------- | ----------------- | ----------------------------------------------------------------- | ----------- | -------- |
| złoto  | Kazuya Yoshioka   | 124,0 m 110,2 pkt | 130,5 m 122,9 pkt | 17,5 • 17,0 • 17,0 • 17,5 • 17,5 18,0 • 17,0 • 17,5 • 18,0 • 17,5 | 233,1 pkt   | –        |
| srebro | Kazuyoshi Funaki  | 119,5 m 103,6 pkt | 125,0 m 113,5 pkt | 18,0 • 17,5 • 16,5 • 18,0 • 18,0 18,0 • 17,5 • 17,5 • 18,5 • 18,0 | 217,1 pkt   | 16,0 pkt |
| brąz   | Nikołaj Karpienko | 119,0 m 100,7 pkt | 126,0 m 115,8 pkt | 17,5 • 17,0 • 18,0 • 17,0 • 17,0 18,0 • 18,0 • 18,0 • 18,0 • 17,5 | 216,5 pkt   | 16,6 pkt |

### Konkurs drużynowy na skoczni HS 140 (2.02.2011)
| Medal  | Kraj             | Imię i nazwisko   | Skok 1            | Skok 2            | Noty za styl A • B • C • D • E                                    | Nota łączna zawodnika | Nota łączna drużyny | Strata   |
| ------ | ---------------- | ----------------- | ----------------- | ----------------- | ----------------------------------------------------------------- | --------------------- | ------------------- | -------- |
| złoto  | Japonia          | Kazuyoshi Funaki  | 114,0 m 91,2 pkt  | 125,5 m 114,4 pkt | 17,0 • 17,0 • 17,0 • 17,0 • 17,0 18,0 • 18,5 • 18,0 • 17,5 • 17,5 | 205,6 pkt             | 837,6 pkt           | –        |
| złoto  | Japonia          | Yūhei Sasaki      | 115,0 m 93,0 pkt  | 121,5 m 105,7 pkt | 17,0 • 17,5 • 17,0 • 17,0 • 17,0 17,5 • 17,5 • 17,5 • 17,0 • 17,0 | 198,7 pkt             | 837,6 pkt           | –        |
| złoto  | Japonia          | Yūta Watase       | 119,5 m 101,6 pkt | 123,0 m 108,9 pkt | 17,0 • 17,5 • 17,5 • 17,0 • 17,0 17,5 • 18,0 • 17,5 • 17,5 • 17,5 | 210,5 pkt             | 837,6 pkt           | –        |
| złoto  | Japonia          | Kazuya Yoshioka   | 119,5 m 102,6 pkt | 129,0 m 120,2 pkt | 17,5 • 17,5 • 17,5 • 17,5 • 17,5 18,0 • 18,0 • 17,5 • 17,0 • 17,5 | 222,8 pkt             | 837,6 pkt           | –        |
| srebro | Kazachstan       | Aleksiej Korolow  | 105,5 m 75,9 pkt  | 117,5 m 99,0 pkt  | 16,0 • 17,0 • 16,5 • 17,5 • 17,5 17,5 • 17,5 • 17,5 • 17,5 • 17,5 | 174,9 pkt             | 794,0 pkt           | 43,6 pkt |
| srebro | Kazachstan       | Radik Żaparow     | 114,5 m 93,6 pkt  | 122,5 m 106,5 pkt | 17,5 • 17,5 • 17,0 • 17,5 • 17,5 17,5 • 17,0 • 16,5 • 17,0 • 17,0 | 200,1 pkt             | 794,0 pkt           | 43,6 pkt |
| srebro | Kazachstan       | Jewgienij Lowkin  | 119,5 m 102,1 pkt | 123,0 m 109,4 pkt | 17,0 • 17,5 • 17,0 • 17,5 • 17,5 17,5 • 18,0 • 17,5 • 17,5 • 18,0 | 211,5 pkt             | 794,0 pkt           | 43,6 pkt |
| srebro | Kazachstan       | Nikołaj Karpienko | 117,0 m 98,1 pkt  | 123,0 m 109,4 pkt | 16,5 • 17,5 • 17,5 • 17,5 • 17,5 18,0 • 18,5 • 17,5 • 17,5 • 17,5 | 207,5 pkt             | 794,0 pkt           | 43,6 pkt |
| brąz   | Korea Południowa | Choi Heung-chul   | 119,5 m 102,1 pkt | 124,5 m 111,6 pkt | 17,5 • 17,5 • 17,0 • 17,5 • 17,0 17,5 • 18,0 • 17,5 • 17,5 • 17,5 | 213,7 pkt             | 770,3 pkt           | 67,3 pkt |
| brąz   | Korea Południowa | Kang Chil-ku      | 101,5 m 67,2 pkt  | 113,0 m 89,4 pkt  | 15,0 • 16,5 • 16,5 • 16,5 • 16,5 17,0 • 17,0 • 17,0 • 17,0 • 17,0 | 156,6 pkt             | 770,3 pkt           | 67,3 pkt |
| brąz   | Korea Południowa | Choi Yong-jik     | 116,5 m 97,2 pkt  | 120,0 m 104,0 pkt | 17,5 • 17,5 • 17,5 • 17,5 • 17,5 17,0 • 18,0 • 18,0 • 17,5 • 17,5 | 201,2 pkt             | 770,3 pkt           | 67,3 pkt |
| brąz   | Korea Południowa | Kim Hyun-ki       | 110,5 m 84,9 pkt  | 125,5 m 113,9 pkt | 17,0 • 17,0 • 17,5 • 17,0 • 17,0 18,0 • 18,0 • 17,5 • 17,5 • 17,0 | 198,8 pkt             | 770,3 pkt           | 67,3 pkt |

### Konkurs indywidualny na skoczni HS 105 (4.02.2011)
| Medal  | Imię i nazwisko  | Skok 1            | Skok 2            | Noty za styl A • B • C • D • E                                    | Nota łączna | Strata  |
| ------ | ---------------- | ----------------- | ----------------- | ----------------------------------------------------------------- | ----------- | ------- |
| złoto  | Jewgienij Lowkin | 102,0 m 128,5 pkt | 99,0 m 123,5 pkt  | 18,5 • 18,5 • 18,0 • 18,0 • 18,0 18,5 • 18,5 • 18,0 • 18,5 • 18,5 | 252,0 pkt   | –       |
| srebro | Kazuya Yoshioka  | 102,0 m 125,5 pkt | 100,5 m 123,0 pkt | 17,0 • 16,5 • 18,0 • 16,5 • 18,0 17,5 • 17,0 • 18,0 • 17,0 • 17,5 | 248,5 pkt   | 3,5 pkt |
| brąz   | Radik Żaparow    | 99,0 m 124,5 pkt  | 104,0 m 135,0 pkt | 17,5 • 18,0 • 17,5 • 18,0 • 17,5 17,5 • 18,0 • 18,0 • 18,0 • 18,0 | 244,0 pkt   | 8,0 pkt |

### Klasyfikacja medalowa
| Klasyfikacja medalowa |                  |       |        |      |       |
| Lp.                   | Państwo          | złoto | srebro | brąz | razem |
| 1                     | Japonia          | 2     | 2      | –    | 4     |
| 2                     | Kazachstan       | 1     | 1      | 2    | 4     |
| 3                     | Korea Południowa | –     | –      | 1    | 1     |

## Wyniki

### Konkurs indywidualny na skoczni HS 140 (31.01.2011)
| M  | Zawodnik             | Państwo          | Skok 1 | Skok 2 | Punkty |
| -- | -------------------- | ---------------- | ------ | ------ | ------ |
| 1  | Kazuya Yoshioka      | Japonia          | 124,0  | 130,5  | 233,1  |
| 2  | Kazuyoshi Funaki     | Japonia          | 119,5  | 125,0  | 217,1  |
| 3  | Nikołaj Karpienko    | Kazachstan       | 119,0  | 126,0  | 216,5  |
| 4  | Kim Hyun-ki          | Korea Południowa | 119,5  | 123,5  | 212,4  |
| 5  | Aleksiej Korolow     | Kazachstan       | 118,5  | 122,0  | 206,9  |
| 6  | Jewgienij Lowkin     | Kazachstan       | 118,0  | 121,0  | 203,2  |
| 7  | Choi Heung-chul      | Korea Południowa | 117,5  | 118,0  | 197,4  |
| 8  | Radik Żaparow        | Kazachstan       | 114,5  | 121,0  | 192,9  |
| 9  | Konstantin Sokolenko | Kazachstan       | 115,5  | 118,0  | 192,3  |
| 10 | Asan Tachtachunow    | Kazachstan       | 108,0  | 111,5  | 163,1  |
| 11 | Yang Guang           | Chiny            | 92,5   | 95,0   | 96,0   |
| 12 | Sun Jianping         | Chiny            | 82,0   | 80,0   | 46,1   |

### Konkurs drużynowy na skoczni HS 140 (2.02.2011)
| M | Państwo          | Skład             | Skok 1 | Skok 2 | Punkty |
| - | ---------------- | ----------------- | ------ | ------ | ------ |
| 1 | Japonia          | Kazuyoshi Funaki  | 114,0  | 125,5  | 837,6  |
| 1 | Japonia          | Yūhei Sasaki      | 115,0  | 121,5  | 837,6  |
| 1 | Japonia          | Yūta Watase       | 119,5  | 123,0  | 837,6  |
| 1 | Japonia          | Kazuya Yoshioka   | 119,5  | 129,0  | 837,6  |
| 2 | Kazachstan       | Aleksiej Korolow  | 105,5  | 117,5  | 794,0  |
| 2 | Kazachstan       | Radik Żaparow     | 114,5  | 122,5  | 794,0  |
| 2 | Kazachstan       | Jewgienij Lowkin  | 119,5  | 123,0  | 794,0  |
| 2 | Kazachstan       | Nikołaj Karpienko | 117,0  | 123,0  | 794,0  |
| 3 | Korea Południowa | Choi Heung-chul   | 119,5  | 124,5  | 770,3  |
| 3 | Korea Południowa | Kang Chil-ku      | 101,5  | 113,0  | 770,3  |
| 3 | Korea Południowa | Choi Yong-jik     | 116,5  | 120,0  | 770,3  |
| 3 | Korea Południowa | Kim Hyun-ki       | 110,5  | 125,5  | 770,3  |
| 4 | Chiny            | Li Yang           | 97,5   | 105,0  | 351,6  |
| 4 | Chiny            | Yang Guang        | 90,5   | 95,5   | 351,6  |
| 4 | Chiny            | Xing Chenhui      | 70,0   | 77,5   | 351,6  |
| 4 | Chiny            | Tian Zhandong     | 96,0   | 100,0  | 351,6  |

### Konkurs indywidualny na skoczni HS 105 (4.02.2011)
| M  | Zawodnik             | Państwo          | Skok 1 | Skok 2 | Punkty |
| -- | -------------------- | ---------------- | ------ | ------ | ------ |
| 1  | Jewgienij Lowkin     | Kazachstan       | 102,0  | 99,0   | 252,0  |
| 2  | Kazuya Yoshioka      | Japonia          | 102,0  | 100,5  | 248,5  |
| 3  | Radik Żaparow        | Kazachstan       | 101,0  | 97,5   | 244,0  |
| 4  | Nikołaj Karpienko    | Kazachstan       | 98,5   | 97,0   | 237,5  |
| 5  | Choi Yong-jik        | Korea Południowa | 97,5   | 97,5   | 235,0  |
| 6  | Kazuyoshi Funaki     | Japonia          | 98,0   | 97,5   | 234,5  |
| 7  | Choi Heung-chul      | Korea Południowa | 97,5   | 96,5   | 232,5  |
| 8  | Aleksiej Korolow     | Kazachstan       | 97,0   | 95,5   | 229,5  |
| 9  | Konstantin Sokolenko | Kazachstan       | 91,5   | 91,5   | 208,0  |
| 10 | Asan Tachtachunow    | Kazachstan       | 93,5   | 89,5   | 206,5  |
| 11 | Tian Zhandong        | Chiny            | 87,5   | 86,0   | 186,5  |
| 12 | Li Yang              | Chiny            | 82,0   | 84,5   | 171,0  |

## Składy reprezentacji
Poniżej znajduje się zestawienie czterech reprezentacji, które uczestniczyły w konkursach skoków na Zimowych Igrzyskach Azjatyckich 2011. We wszystkich trzech konkurencjach wystartowali: Kazuyoshi Funaki, Kazuya Yoshioka, Aleksiej Korolow, Radik Żaparow, Jewgienij Lowkin, Nikołaj Karpienko i Choi Heung-chul.
| Chiny (5)            |                      |    |   |    |   |    |        |
| Li Yang              | 31 marca 1980        | –  | – | –  | 4 | 12 | [ 34 ] |
| Sun Jianping         | 18 września 1988     | –  | – | 12 | – | –  | [ 35 ] |
| Tian Zhandong        | 13 kwietnia 1983     | –  | – | –  | 4 | 11 | [ 34 ] |
| Xing Chenhui         | 17 stycznia 1989     | –  | – | –  | 4 | –  | [ 36 ] |
| Yang Guang           | 11 maja 1984         | –  | – | 11 | 4 | –  | [ 37 ] |
| Japonia (4)          |                      |    |   |    |   |    |        |
| Kazuyoshi Funaki     | 27 kwietnia 1975     | 1  | 2 | 2  | 1 | 6  | [ 38 ] |
| Yūhei Sasaki         | 13 stycznia 1988     | –  | – | –  | 1 | –  | [ 39 ] |
| Yūta Watase          | 8 sierpnia 1982      | –  | 2 | –  | 1 | –  | [ 40 ] |
| Kazuya Yoshioka      | 9 września 1978      | –  | – | 1  | 1 | 2  | [ 41 ] |
| Kazachstan (6)       |                      |    |   |    |   |    |        |
| Nikołaj Karpienko    | 10 sierpnia 1981     | –  | – | 3  | 2 | 4  | [ 43 ] |
| Aleksiej Korolow     | 20 czerwca 1987      | –  | – | 5  | 2 | 8  | [ 44 ] |
| Jewgienij Lowkin     | 14 października 1992 | –  | – | 6  | 2 | 1  | [ 45 ] |
| Konstantin Sokolenko | 9 listopada 1987     | –  | – | 9  | – | 9  | [ 46 ] |
| Asan Tachtachunow    | 25 września 1986     | –  | – | 10 | – | 10 | [ 47 ] |
| Radik Żaparow        | 29 lutego 1984       | 12 | 3 | 8  | 2 | 3  | [ 48 ] |
| Korea Południowa (4) |                      |    |   |    |   |    |        |
| Choi Heung-chul      | 3 grudnia 1981       | 3  | 1 | 7  | 3 | 7  | [ 49 ] |
| Choi Yong-jik        | 3 grudnia 1982       | 8  | 1 | –  | 3 | 5  | [ 50 ] |
| Kang Chil-ku         | 8 sierpnia 1984      | 9  | 1 | –  | 3 | –  | [ 51 ] |
| Kim Hyun-ki          | 9 lutego 1983        | 6  | 1 | 4  | 3 | –  | [ 52 ] |